# Apamea verbascoides
Apamea verbascoides är en fjärilsart som beskrevs av Achille Guenée 1852. Apamea verbascoides ingår i släktet Apamea och familjen nattflyn. Inga underarter finns listade i Catalogue of Life.